# Convergència (Guatemala)
Convergencia, (en català Convergència), anteriorment denominat Convergencia CPO-CRD, o Alternativa Nueva Nación, és un partit polític guatemalenc d'esquerra, que té les seves arrels en les organitzacions guerrilleres participants en la Guerra Civil de Guatemala ocorreguda en la segona meitat del segle xx.
Els fonaments ideològics de Convergència rauen en afavorir la societat en el seu conjunt i a l'ésser humà com la raó principal de la seva pràctica política, en promoure la justícia social i la solidaritat, en fomentar la llibertat de les persones i l'equitat entre tots els éssers humans i els diferents pobles, en el gaudi de la riquesa natural i la socialment produïda, en l'observança i el respecte de les lleis de la República de Guatemala, i en el respecte al pluralisme ideològic i polític del sistema de partits polítics del país.

## Història
Els orígens del partit es remunten als militants de les Forces Armades Rebels (FAR), grup guerriller protagonista de la Guerra Civil, que posteriorment es va unir amb altres organitzacions insurgents per a conformar la Unitat Revolucionària Nacional Guatemalenca (URNG).
Per a les eleccions generals de 1999 la URNG, constituïda com un partit polític legal, al costat dels partits Desenvolupament Integral Autèntic (DIA) i Front Democràtic Nova Guatemala (FDNG) formaren la coalició denominada Aliança Nova Nació (ANN). El líder guerriller i antic dirigent de la URNG, Jorge Ismael Soto, conegut amb el sobrenom de Pablo Monsanto va aglutinar a un grup de membres del partit que estaven en desacord amb el rumb que havia pres l'organització per fundar un nou projecte polític sota el nom de l'esmentada coalició d'esquerra. Durant l'any 2003 es conformà oficialment l'ANN, com la convergència de diversos dissidents de la URNG i dels comitès pro formació dels partits Solidaritat Democràtica (PSD) i Unitat d'Esquerra Democràtica (UNID). En les eleccions d'aquell any participaren únicament en les eleccions municipals i legislatives.
La denominació Convergència CPO-CRD es deu al fet que en les Eleccions de l'any 2011 va aglutinar el denominat Consell de Pobles d'Occident (CPO), i la Convergència per la Revolució Democràtica (CRD). Tanmateix, segons els estatuts del partit de 2018, el nom del partit polític és Convergència.

### Eleccions de 2007
El secretari general del partit, Pablo Monsanto, va ser proclamat candidat presidencial per a les eleccions generals de 2007 al costat de l'empresari Mariano Portillo com a vicepresidenciable. En quedar en dotzè lloc amb el 0,60% del total de vots, l'ANN va ser cancel·lada com a partit un any després per no aconseguir el llindar mínim de vots per mantenir-se vigent.
Posteriorment, s'inscrigué el partit Alternativa Nova Nació el 2010 amb la mateixa estructura i ideologia d'Aliança Nova Nació, canviant lleugerament la seva simbologia i reforçant les seves bases al llarg i ample del país.

### Eleccions de 2011
En les eleccions generals de 2011 l'ANN va participar en la coalició de partits d'esquerra Front Ampli, encara que cap dels seus principals membres va ser postulat a càrrecs d'elecció popular. La coalició impulsà la candidatura del binomi format per la líder indígena Rigoberta Menchú al costat de l'advocat Aníbal García, obtenint un 3,27 % dels vots vàlids, quedant en sisè lloc. Després de la dissolució de la coalició, l'ANN va quedar sense representació en càrrecs públics.

### Eleccions 2019
El gener de 2019, l'Assemblea Nacional de Convergència proclamà l'advocat d'El Quiché Benito Morales i l'advocada Claudia Valiente com a candidats a la presidència i vicepresidència respectivament a les eleccions celebrades el 16 de juny en primera volta.

## Candidats a la Presidència de Guatemala per l'ANN
| Any electoral | Candidat         | 1a volta      | 1a volta    | 2a volta      | 2a volta    |
| Any electoral | Candidat         | Total de vots | % (posició) | Total de vots | Percentatge |
| ------------- | ---------------- | ------------- | ----------- | ------------- | ----------- |
| 2007          | Pablo Monsanto   | 19.640        | 0,60 (12)   |               |             |
| 2011          | Rigoberta Menchú | 146.353       | 3,27 (6)    |               |             |
| 2019          | Benito Morales   | 15.993        | 0,76 (16)   |               |             |